# Sciota (Pennsylvania)
Sciota ist eine Unincorporated Community in der Hamilton Township im Monroe County des US-Bundesstaates Pennsylvania. Der Ort liegt im Tal des McMichael Creek unweit des südlichen Einmündung der U.S. Route 209 Business in den U.S. Highway 209.

## Belege
1. ↑  PennDOT (Hrsg.): Monroe County, Pennsylvania Highway Map.  [Karte]. 2013 (englisch, penndot.gov [PDF; abgerufen am 2. Juni 2017]).